# Eucheira
Eucheira es un género monotípico de mariposas de la familia Pieridae. Su única especie: Eucheira socialis Westwood, 1834, es originaria de México.

## Comportamiento social
Las larvas presentan comportamiento social, como su nombre específico lo indica. Viven en refugios de seda producida por ellos. Hay distribución del trabajo; los machos producen más seda y corren mayores riesgos contra depredadores.

## Subespecies
- Eucheira socialis socialis
- Eucheira socialis westwoodi